# 結物語
『結物語』（ムスビモノガタリ）は、西尾維新による青春怪異小説。〈物語〉シリーズの通巻22巻目として講談社BOXレーベルにて2017年1月に刊行された。イラストはVOFANが手掛けている。

## 概要
現代の怪異を描き、『終物語』にて完結した〈物語〉シリーズのその後を描く〈物語〉シリーズ・オフシーズンの第4弾にして完結編。
主人公・阿良々木暦（あららぎこよみ）と仲間達のその後が描かれる。時系列は一気に5年後に飛び、暦は警察官になり、配属された「直江津署・風説課」にて新たな怪異に遭遇する。第一話「ぜんかマーメイド」、第二話「のぞみゴーレム」、第三話「みとめウルフ」、第四話「つづらヒューマン」の全四話構成になっており、いずれも新キャラクターが登場する。ただし各話のモノクロイラストはタイトルに冠されたメインキャラクターではなく従来のシリーズに登場したキャラクター（神原駿河、忍野扇、羽川翼、忍野忍）が描かれている。
パッケージイラストには23歳となった本作のメインヒロイン戦場ヶ原ひたぎ（せんじょうがはらひたぎ）の白無垢姿が描かれており、第１巻である『化物語』の表紙と同じように右手にはホチキスが握られている。

## あらすじ
高校三年生の春休みからこっち様々な怪異譚に関わってきた阿良々木暦は、高校卒業後、無事に大学に進学し、国家総合職試験に合格してエリート警察官になる。そんな暦が4ヶ月間の研修のために初めて配属されたのは、地元の直江津署に新設された「風説課」という怪異譚となる前の風説を取り締まる部署だった。半魚人の周防全歌（すおうぜんか）、ゴーレムの兆間臨（きざしまのぞみ）、人狼の再埼みとめ（さいさきみとめ）といった怪異の先輩達や、彼らをまとめる風説課唯一の人間・甲賀葛（こうが つづら）と共に、暦はこの地で噂される怪しい風説を調査していく。

## 登場人物
阿良々木 暦（あららぎ こよみ）
本シリーズの主人公で年齢は23歳。オフシーズンでは初の語り部を務める。高校時代に吸血鬼になったことがあり、現在ではほとんどその力を失っているものの、視力は人間離れしている。
国家総合職試験に合格してキャリア警察官になり、現在の階級は警部補。高校時代に出会った詐欺師を捕まえようと知能犯係を志望している。
忍野 忍（おしの しのぶ）
かつて暦を吸血鬼にした女吸血鬼。怪異の王であり、600年を生きる吸血鬼だが、現在はその力の殆どを失い、金髪の幼女の姿で暦の陰に潜んでいる。
周防 全歌（すおう ぜんか）
第一話「ぜんかマーメイド」に登場。直江津署風説課に勤務する巡査で年齢は26歳。高校一年生の時に交通事故に逢い、瀕死の重傷を負ったが、人魚の肉を食べたことで一命を取り止めた。それ以来、水に触れると触れた部分が人魚化するようになった。
阿良々木 火憐（あららぎ かれん）
暦の上の妹。高校を卒業してすぐに警察官になり、現在は直江津署の生活安全課で巡査をしている。警察官としては暦よりも先輩となる。
臥煙 伊豆湖（がえん いずこ）
怪異の専門家。直江津署に怪異を扱う「風説課」を設置した張本人。
神原 駿河（かんばる するが）
暦の高校時代の後輩。かつては女子バスケ部のエースだったが、現在はスポーツドクターを目指す22歳。髪を伸ばしており、現在は腰まで伸びたロングヘア。大学費用と家賃を払うために病院で事務のアルバイトをしている。
戦場ヶ原 ひたぎ（せんじょうがはら ひたぎ）
暦の恋人。父が務めている企業のライバル会社で金融トレーダーとして海外で働いている。暦とは交際を続けているが、将来についてすれ違いが続いている。
兆間 臨（きざしま のぞみ）
第二話「のぞみゴーレム」に登場。直江津署風説課に勤める29歳の警部。直江津高校の出身で暦達の先輩にあたる。
小学生の頃に病死したが、祖父母が彼女の魂を泥に混ぜ込んだことでゴーレムとなった。風説課の立ち上げ時から在籍している。外見は普通の人間（中学生）と変わらないが、晴天の日には泥が乾かないように定期的に水分を補給する必要がある。
忍野 扇（おしの おうぎ）
忍野メメの姪を自称する少女。暦の卒業後は「存在しない一年三組」にて永遠の15歳として直江津高校の七不思議になっている。
再埼 みとめ（さいさき みとめ）
第三話「みとめウルフ」に登場。直江津署の風説課の一員。人狼の末裔で、普段は人間の姿だが、丸いものを見るだけで狼に変身することができ、逆に月夜には狼に変身しないように自制することもできる。身体能力が高く、嗅覚にも優れる。
羽川 翼（はねかわ つばさ）
暦の高校時代の同級生で年齢は23歳。高校卒業後に世界一周の旅に出てからボランティア活動やNGOに参加するようになったが、戦争被災者の救済を続ける内に戦争の調停に及ぶようになり、世界中の国境線を消す活動を始める。その為、あらゆる国から危険視されている。
阿良々木 月火（あららぎ つきひ）
暦の下の妹。大学を中退して入り直した海外の大学を再度中退し、現在はダンススクールに入ろうとしている。髪型をころころとよく変えるが、現在は三つ編みにしている。
甲賀 葛（こうが つづら）
第四話「つづらヒューマン」に登場。直江津署風説課の課長で課内唯一の人間。臥煙伊豆湖の腹心だが、怪異の力は全く持っておらず、怪異を見ることも感じることもできない。対人コミュニケーション能力は高く、そこが伊豆湖に評価されたのではと暦は推測している。
老倉 育（おいくら そだち）
暦の高校時代の同級生にして幼馴染。現在は役場で会計士をしている。相変わらず暦に対して悪態をついている。

## 書籍
- 西尾維新（著） / VOFAN（イラスト） 『結物語』 講談社〈講談社BOX〉、2017年1月11日第1刷発行（1月12日発売[1]）、ISBN 978-4-06-283900-6